# La Maison des ombres
Pour les articles homonymes, voir Awakening.
Pour plus de détails, voir Fiche technique et Distribution.
La Maison des ombres (The Awakening) est un film d'horreur britannique coécrit et réalisé par Nick Murphy (en), sorti en 2011.

## Synopsis
En 1921, invitée dans un pensionnat perdu dans la campagne en Angleterre, l'écrivain et scientifique Florence Cathcart enquête sur une mort mystérieuse attribuée à l'esprit maléfique d'un enfant.

## Fiche technique
- Titre français : La Maison des ombres
- Titre original : The Awakening
- Réalisation : Nick Murphy (en)
- Scénario : Stephen Volk et Nick Murphy
- Direction artistique : Fiona Gavin et Nicki McCallum
- Décors : Jon Henson
- Costumes : Caroline Harris
- Photographie : Eduard Grau
- Montage : Victoria Boydell
- Musique : Daniel Pemberton
- Productions : David M. Thompson, Sarah Curtis et Julia Stannard
- Sociétés de production : BBC Films, StudioCanal UK et Creative Scotland
- Société de distribution : Optimum Releasing (Royaume-Uni)
- Budget : 3 100 000 livres
- Pays d'origine :  Royaume-Uni
- Langue originale : anglais
- Format : couleur – 2.35 : 1 – son Dolby Digital – 35 mm
- Durée : 107 minutes
- Genre : horreur
- Dates de sortie :
  - Royaume-Uni : 11 novembre 2011
  - France : 6 mars 2012 (DVD/Blu-Ray)
- Film interdit aux moins de 12 ans

## Distribution
- Rebecca Hall (VF : Marjorie Frantz) : Florence Cathcart
- Dominic West (VF : Bruno Dubernat) : Robert Malory
- Imelda Staunton (VF : Marie Vincent) : Maud Hill
- Isaac Hempstead-Wright (VF : Tom Trouffier) : Tom Hill
- John Shrapnel (VF : Georges Claisse) : Révérend Hugh Purslow
- Joseph Mawle (VF : Guillaume Lebon) : Edward Judd
- Shaun Dooley (VF : Éric Herson-Macarel) : Malcolm McNair
- Diana Kent (en) : Harriet Cathcart
- Richard Durden : Alexander Cathcart
- Alfie Field : Victor Parry
- Sidney Johnston : John Franklin
- Tilly Vosburgh : Vera Flood
- Ian Hanmore : Albert Flood
- Cal Macaninch (VF : Éric Legrand) : Freddie Strickland
- Lucy Cohu (VF : Ivana Coppola) : Constance Strickland
- Anastasia Hille : Katherine Vandermeer
- Andrew Havill : George Vandermeer

## Production
Les scènes du film ont été tournées à Londres, dans le Berwickshire en Écosse et dans le domaine Lyme Park non loin de Manchester et au sud de Disley dans le Cheshire en Angleterre.
- Société de doublage : Les Studios de Saint-Ouen
- Directrice artistique : Nathalie Régnier

## Sortie
Après la première projection au Festival international du film de Toronto en septembre 2011, le film s'est vu le 11 novembre 2011 dans les salles au Royaume-Uni et en Irlande. En France, il n'est sorti que le 6 mars 2012 en DVD/Blu-Ray.

## Distinctions
- Prix du Jury du Festival international du film fantastique de Gérardmer
- Corbeau d'or au Festival international du film fantastique de Bruxelles